# Langensteinstadion
Das Langensteinstadion ist ein Fußballstadion mit Leichtathletikanlage (Typ B) in Waldshut-Tiengen.

## Geschichte
Der Name Langensteinstadion stammt vom Langenstein, einem am Ufer der Wutach stehenden rund sechs Meter hohen Menhir aus Nagelfluh.
Von der Langensteinwiese bis zum Langensteinstadion war es ein langer Weg. Alles begann im Jahre 1908 mit einer Langenstein-Wiese, die dem neu gegründeten FC Tiengen 08 seinerzeit unentgeltlich zur Verfügung gestellt worden ist. Eine einfache Schutzhütte, geplant 1909, wurde nicht realisiert, erst 1930 zog etwas Komfort durch Sitzbänke auf dem Platz ein. Ein in den 1930er Jahren erbautes FC-Heim folgte, 1953 wurde eine Tribüne für 350 Personen geplant und 1957 errichtet. In den 1960er Jahren erfolgte die Aufstellung der ersten Lichtmasten, 1967 entstand ein neues Vereinsheim. In den 1970er Jahren wurde der angegliederte Bolzplatz verbessert. 1985 war eine Modernisierung des Vereinsheim geplant, die Stadt Waldshut-Tiengen verband dies mit der Fragestellung nach einem Bau eines Stadions im Zuge der Stadtentwicklung und im Betracht auf das benachbarte Schulzentrum mit dem Klettgau-Gymnasium. 1993 wurde das neu erbaute Langensteinstadion mit einem Freundschaftsspiel und einer Fußball-Gala mit Galatasaray Istanbul eröffnet. Für die Partnerstadt Courtenay durchschnitt Bürgermeister Andre Neveux mit Martin Albers das Band in französischen Farben und ernannten die Straße, die zum Stadion führt, zur Courtenaystraße (in Courtenay wurde bereits 1990 anlässlich der Pflanzung eines Freundschaftbaumes eine Straße zur Allee de Tiengen benannt).
Der am 16. Oktober 1992 gegründete Leichtathletikclub Waldshut-Tiengen hat seine Heimat ebenfalls im Langensteinstadion. Am 14. Mai 1994 waren zum 2. Internationalen Leichtathletikmeeting, dem Specter-Classics, unter anderem Olympiateilnehmer Heike Drechsler, Mark McKoy und der Weltmeister Lars Riedel zu Gast.

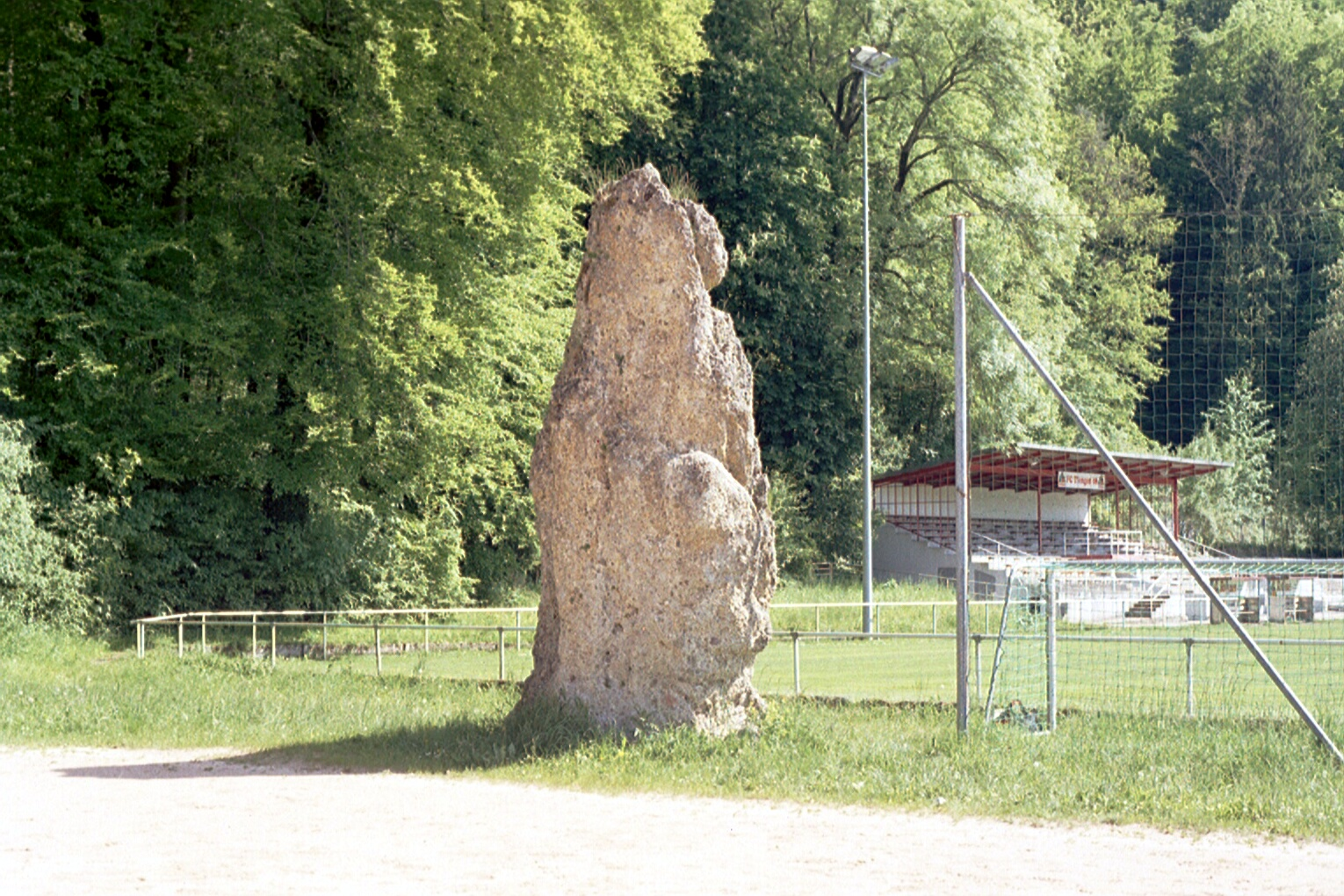
Die ehemalige Tribüne am Langenstein

Das ehemalige Vereinsgelände um den Stein wird ab Herbst 2018 renaturiert, verbunden „mit dem Abriss der 1958 erbauten Tribüne, der Flutlichtmasten, Umzäunung und sonstigen baulichen Substanzen. […] In Zukunft wird das alte Langensteinstadtion lediglich noch als Überflutungsfläche bei Hochwasser dienen, da der Flächennutzungsplan als Nutzung nur Grünflächen oder Sportplätze vorsieht. Andere Nutzungen sind nicht zulässig‘, sagte Bürgermeister Baumert“.

## Wettkämpfe
In den Jahren 2007, 2018 und 2024 fanden U-Länderspiele im Langensteinstadion statt. Am 12. Mai 2007 spielte die U18 von Deutschland gegen Japan und verlor mit 1:2. Allerdings standen Legenden wie Ron-Robert Zieler, Dennis Diekmeier und Erik-Maxim Choupo-Moting in der Mannschaft. Dieses Spiel wollten 3.041 Fans sehen. Am 11. September 2018 spielte die U17 der Niederlande gegen die U17 von Israel (4:2). Vier Stunden später spielte die U17 von Deutschland gegen die U17 von Italien(2:2). Am 2. Juni 2024 spielte die U17-Mädchen von Deutschland gegen die U17-Mädchen aus der Schweiz und gewann 4:2. Beim Spiel schauten 693 Personen zu.